# شهید رسولی
شهید رسولی، روستایی در دهستان شیرآباد بخش گوهرکوه شهرستان تفتان در استان سیستان و بلوچستان ایران است.

## جمعیت
بر پایه سرشماری عمومی نفوس و مسکن در سال ۱۳۹۵، جمعیت این روستا برابر با ۲۷۵ نفر (۶۸ خانوار) بوده است.